# Brokinds lövskog
Brokinds lövskog är ett naturreservat i Linköpings kommun i Östergötlands län.
Området är naturskyddat sedan 1994 och är 68 hektar stort. Reservatet omfattar vatten och öar i sjön Järnlunden och sydvästra delen av halvön väster om Brokinds slott. Reservatet består av ekhagar.